# Seznam členů Poslanecké sněmovny Parlamentu České republiky po volbách 1998
Toto je seznam poslanců Poslanecké sněmovny Parlamentu České republiky, kteří byli zvoleni ve volbách v roce 1998 a zasedali v této dolní komoře českého parlamentu ve funkčním období trvajícím do voleb do Poslanecké sněmovny Parlamentu České republiky v roce 2002.

## Složení Sněmovny
| Strana | Strana                                                                  | Křesla | %     |
|        | Česká strana sociálně demokratická (ČSSD)                               | 74     | 37,00 |
|        | Občanská demokratická strana (ODS)                                      | 63     | 31,50 |
|        | Komunistická strana Čech a Moravy (KSČM)                                | 24     | 12,00 |
|        | Křesťanská a demokratická unie – Československá strana lidová (KDU-ČSL) | 20     | 10,00 |
|        | Unie svobody (US)                                                       | 19     | 9,50  |

### Grafické znázornění
| 24   | 74   | 20      | 19 | 63  |  |
| KSČM | ČSSD | KDU-ČSL | US | ODS |  |

## Vedení Poslanecké sněmovny
| Funkce | Funkce           | Jméno            | Strana | Od                | Do              | Hlasy   |
|        | Předseda         | Václav Klaus     | ODS    | 17. července 1998 | 20. června 2002 | 137/176 |
|        | Místopředseda    | František Brožík | ČSSD   | 6. dubna 2000     | 20. června 2002 | 100/172 |
|        | Místopředsedkyně | Petra Buzková    | ČSSD   | 17. července 1998 | 20. června 2002 | 125/190 |
|        | Místopředseda    | Stanislav Gross  | ČSSD   | 17. července 1998 | 4. dubna 2000   | 124/190 |
|        | Místopředseda    | Ivan Langer      | ODS    | 17. července 1998 | 20. června 2002 | 123/190 |

## Abecední seznam poslanců
Včetně poslanců, kteří nabyli mandát až dodatečně jako náhradníci (po rezignaci či úmrtí předchozího poslance). V závorce uvedena stranická příslušnost, respektive příslušnost k poslaneckému klubu.

### A–H
- RNDr. Libor Ambrozek (KDU-ČSL)
- Vlastimil Aubrecht (ČSSD)
- PhDr. Walter Bartoš (ODS)
- Jaroslav Bašta (ČSSD)
- JUDr. Zuzka Bebarová-Rujbrová (KSČM)
- Marek Benda (ODS)
- Ing. Petr Bendl (ODS)
- Ing. Miroslav Beneš (ODS)
- Jiří Bílý (ODS)
- Jan Bláha (ČSSD)
- Jarmila Boháčková (ČSSD)
- Ing. Václav Brousek (ODS)
- Ing. František Brožík (ČSSD)
- Akad. malíř Jiří Brtnický (ČSSD)
- Ing. Ludmila Brynychová (KSČM)
- Augustin Bubník (ODS)
- JUDr. Petra Buzková (ČSSD)
- MUDr. Milan Cabrnoch (ODS)
- PhDr. Vladimír Cisár (ČSSD)
- PaedDr. Květoslava Čelišová (KSČM)
- Karel Černý (ČSSD)
- MUDr. Rostislav Čevela (ČSSD)
- MUDr. Ivan David (ČSSD)
- Michal Doktor (ODS)
- Ing. Vladimír Doležal (ODS)
- Pavel Dostál (ČSSD)
- Kateřina Dostálová (ODS)
- Ing. Jiří Drda (ODS)
- JUDr. Eva Dundáčková (ODS)
- Ing. Milan Ekert (ČSSD)
- doc. MUDr. Milada Emmerová, CSc. (ČSSD)
- RNDr. Václav Exner, CSc. (KSČM)
- Mgr. Hynek Fajmon (ODS)
- JUDr. Vojtěch Filip (KSČM)
- Ing. Stanislav Fischer, CSc. (KSČM)
- Eva Fischerová (ČSSD)
- Václav Frank (KSČM)
- Ing. Jaroslav Gongol, CSc. 	(KSČM)
- doc. PhDr. Miroslav Grebeníček, CSc. (KSČM)
- Andrej Grega (ČSSD)
- Doc.Ing. Miroslav Grégr, CSc. (ČSSD)
- JUDr. Stanislav Gross (ČSSD)
- PhDr. Václav Grulich (ČSSD)
- Ing. Václav Grüner, CSc. (ČSSD)
- Ing. Jan Grůza (KDU-ČSL)
- Mgr. Ivana Hanačíková (US)
- Václav Hanuš (ODS)
- Jiří Havlíček (KDU-ČSL)
- Jiří Hofman (ČSSD)
- Ing. Pavel Hojda (KSČM)
- Ing. Josef Hojdar (ČSSD)
- RNDr. Vilém Holáň (KDU-ČSL)
- Ing. Pavel Hönig (ČSSD)
- Mgr. Zdeňka Horníková (ODS)
- Ing. Petr Hort (ODS)
- Josef Houzák (KSČM)
- Mgr. Vladimír Hradil (ČSSD)
- Ing. Pavel Hrnčíř (ODS)

### CH–R
- František Chobot (ČSSD)
- Ing. Radim Chytka (ODS)
- Ing. Josef Jalůvka (ODS)
- MUDr. Josef Janeček (KDU-ČSL)
- Josef Ježek (ODS)
- Ing. Libor Ježek (ODS)
- prof.JUDr. Zdeněk Jičínský, DrSc. (ČSSD)
- MUDr. Taťána Jirousová (KSČM)
- Ing. arch. Yvona Jungová (ČSSD)
- Ing. Miroslav Kalousek (KDU-ČSL)
- Miroslav Kapoun (ČSSD)
- JUDr. Ing. Jiří Karas (KDU-ČSL)
- Ing. Jan Kasal (KDU-ČSL)
- Tomáš Kladívko (ODS)
- Doc. PhDr. Zdeněk Klanica, DrSc. (KSČM)
- Ing. Jan Klas (ODS)
- Prof. Ing. Václav Klaus, CSc. (ODS)
- Bc. Jitka Kocianová (ODS)
- Ing. Martin Kocourek (ODS)
- Petr Koháček (ODS)
- Ing. Jaromír Kohlíček, CSc. (KSČM)
- Robert Kopecký (ČSSD)
- Ing. Ladislav Korbel (US)
- Zdeněk Kořistka (US)
- Ing. Jan Kostrhun (ČSSD)
- Doc. JUDr. Zdeněk Koudelka, Ph.D. (ČSSD)
- Ing. Pavel Kováčik (KSČM)
- Ing. Miroslav Krajíček (ODS)
- Václav Krása (US)
- Ing. Libor Krátký (ODS)
- Mgr. Ing. Michal Kraus, Ph.D., MBA (ČSSD)
- Ing. Josef Krejčí (ODS)
- JUDr. Stanislav Křeček (ČSSD)
- Ing. Miloslav Kučera (ODS)
- Mgr. Miloslav Kučera (ČSSD)
- JUDr. Karel Kühnl (US)
- Michael Kuneš (ČSSD)
- JUDr. Jitka Kupčová (ČSSD)
- Ing. Bc. Tomáš Kvapil (KDU-ČSL)
- Pavel Lang (ODS)
- MUDr. Mgr. Ivan Langer (ODS)
- Ing. Vladimír Laštůvka (ČSSD)
- Ing. Jaroslav Lobkowicz (KDU-ČSL)
- RNDr. Michal Lobkowicz (US)
- Ing. Josef Lux (KDU-ČSL)
- Ing. Miroslav Máče, CSc., Ph.D (ČSSD)
- Ing. Antonín Macháček (ČSSD)
- PaedDr. Marie Machatá (US, pak ČSNS)
- Jaroslav Maňásek (ČSSD)
- Ing. Josef Mandík (KSČM)
- PhDr. Petr Mareš, CSc. (US)
- Mgr. Radko Martínek (ČSSD)
- MUDr. Jiří Maštálka (KSČM)
- Prof. PhDr. Petr Matějů Ph.D. (US)
- JUDr. Dalibor Matulka (KSČM)
- Jaroslav Melichar (ODS)
- Mgr. Monika Mihaličková (US)
- Vladimír Mlynář (US)
- Ing. Ludmila Müllerová (KDU-ČSL)
- Mgr. Václav Nájemník (ODS)
- Ing. Světlana Navarová (ČSSD)
- RNDr. Petr Nečas (ODS)
- Ing. Veronika Nedvědová (ODS)
- Miroslava Němcová (ODS)
- JUDr. Pavel Němec, CSc. (US)
- Ing. Stanislav Němec (ODS)
- Ing. František Ondruš (US)
- Ing. Hana Orgoníková (ČSSD)
- MUDr. Miroslav Ouzký (ODS)
- Ing. Jaroslav Palas (ČSSD)
- Ing. Jiří Papež (ODS)
- Ing. Alena Páralová (ODS)
- JUDr. Vlasta Parkanová (KDU-ČSL)
- Ing. Jiří Patočka (ODS)
- Vladimír Paulík (US, pak ČSNS)
- RNDr. Jiří Payne (ODS)
- František Pejřil (ODS)
- Jaroslav Perger (US)
- MVDr. Jaroslav Pešán (ODS)
- Ing. Pavel Pešek (US)
- Ing. Břetislav Petr (ČSSD)
- Mgr. Václav Pícl (ČSSD)
- Ing. Ivan Pilip (US)
- Ing. Jaroslav Plachý (ODS)
- Mgr. Pavel Plánička (KDU-ČSL)
- Mgr. Petr Pleva (ODS)
- Ing. Luděk Polášek (ČSSD)
- PhDr. Miloslav Ransdorf, CSc. (KSČM)
- RSDr. Ing. Svatomír Recman (KSČM)
- Aleš Rozehnal (ODS)

### S–Z
- Ing. Olga Sehnalová (ČSSD)
- Ing. Karel Sehoř (ODS)
- Bc. Pavel Severa (KDU-ČSL)
- Ing. Jaromír Schling (ČSSD)
- Ing. Ladislav Skopal (ČSSD)
- Evžen Snítilý (ČSSD)
- Mgr. Bohuslav Sobotka (ČSSD)
- Ing. Martin Starec (ČSSD)
- Zdeňka Stránská (ČSSD)
- Ing. Pavel Suchánek (ODS)
- JUDr. Cyril Svoboda (KDU-ČSL)
- MUDr. Jan Svoboda (ODS)
- Ing. Pavel Svoboda (US)
- Doc.PhDr. Alena Svobodová, CSc. (KSČM)
- Ing. Pavel Šafařík (KDU-ČSL)
- Ing. Zdeněk Škromach (ČSSD)
- Ing. Michaela Šojdrová (KDU-ČSL)
- František Španbauer (ČSSD)
- PhDr. Vladimír Špidla (ČSSD)
- PhDr. Karel Šplíchal (ČSSD)
- Ing. Vlasta Štěpová, CSc. (ČSSD)
- Doc. RSDr. Jaroslav Štrait, CSc. (KSČM)
- Ing. Petr Šulák (ČSSD)
- Ladislav Šustr (KDU-ČSL)
- Ing. Zdeněk Švrček (ODS)
- Ing. Jaromír Talíř (KDU-ČSL)
- Ing. Lucie Talmanová (ODS)
- Tomáš Teplík (ODS)
- Ing. Dušan Tešnar (ČSSD)
- Doc. Ing. Miloš Titz, CSc. (ČSSD)
- Ing. Vlastimil Tlustý, CSc. (ODS)
- Ing. Pavel Tollner (KDU-ČSL)
- Ing. Rudolf Tomíček (ČSSD)
- Mgr. Radim Turek (ČSSD)
- Ing. Milan Urban (ČSSD)
- Ing. Jiří Václavek (ČSSD)
- Ing. Eduard Vávra (ODS)
- Josef Vejvoda (ČSSD)
- Mgr. Jan Vidím (ODS)
- PhDr. Jiří Vlach (US)
- Ing. Miloslav Vlček (ČSSD)
- Miroslava Vlčková (KSČM)
- František Vnouček (ČSSD)
- Mgr. Oldřich Vojíř, Ph.D. (ODS)
- PhDr. Stanislav Volák (US)
- Mgr. Jana Volfová (ČSSD)
- JUDr. Miloslav Výborný (KDU-ČSL)
- Ing. Karel Vymětal (KSČM)
- Ing. Vojtěch Vymětal (ČSSD)
- Ing. Jan Zahradil (ODS)
- Tom Zajíček (ODS)
- PhDr. Lubomír Zaorálek (ČSSD)
- Mgr. Bohuslav Záruba (ODS)
- Mgr. Eduard Zeman (ČSSD)
- Ing. Miloš Zeman (ČSSD)
- Mgr. Milan Zuna (ODS)
- Doc. MUDr. Jaroslav Zvěřina, CSc. (ODS)
- Jan Žižka (ČSSD)